# Maria Aurèlia Capmany
Maria Aurèlia Capmany i Farnés (n. 3 august 1918, Barcelona, Catalonia, Spania – d. 2 octombrie 1991, Barcelona, Catalonia, Spania) a fost o romancieră spaniolă, dramaturg și eseist. De asemenea, a fost o proeminentă feministă și activistă culturală. De-a lungul carierei sale, a primit numeroase premii literare, printre care premiul Sant Jordi și premiul Crítica Serra d'Or.

## Opera

### Romane
- Necessitem morir. Barcelona: Aymà, 1952 / Barcelona: Proa, 1977
- L'altra ciutat. Barcelona: Selecta, 1955
- Tana o la felicitat. Palma de Mallorca: Moll, 1956
- Betúlia. Barcelona: Selecta, 1956
- Ara. Barcelona: Albertí, 1958/ Barcelona: Plaza & Janés, 1988
- Traduït de l'americà. Barcelona: Albertí, 1959
- El gust de la pols. Barcelona: Destino, 1962 / Barcelona: Edicions 62, 1986
- La pluja als vidres. Barcelona: Club Editor, 1963
- El desert dels dies. Barcelona: Occitània, 1966
- Un lloc entre els morts. Barcelona: Nova Terra, 1967 / Barcelona: Laia, 1979 / Barcelona: Edicions 62, 1984 / Barcelona: Proa, 1999
- Feliçment, jo sóc una dona. Barcelona: Nova Terra, 1969 / Barcelona: Laia, 1983 / Barcelona: Barcanova, 1994
- Vitrines d'Amsterdam. Barcelona: Club Editor, 1970
- Quim-Quima. Barcelona: Estela, 1971 / Barcelona: Laia, 1977 / Barcelona: Planeta, 1991
- El jaqué de la democràcia. Barcelona: Nova Terra, 1972 / Barcelona: La Magrana, 1987
- Vés-te'n ianqui. Barcelona: Laia, 1980 / Barcelona: Barcanova, 2006
- Lo color més blau. Barcelona: Planeta, 1983
- El cap de Sant Jordi. Barcelona: Planeta, 1988.

### Povestiri scurte
- Com una mà. Palma de Mallorca: Moll, 1952
- Cartes impertinents de dona a dona. Palma de Mallorca: Moll, 1971
- Numnius Dexter Optatur, Papa de Roma. Barcelona: Tarot, 1971
- Coses i noses. Barcelona: La Magrana, 1980
- Fumar o no fumar : vet aquí la qüestió (amb Pere Calders). Barcelona: Destino, 1988
- Aquelles dames d'altres temps. Barcelona: Planeta, 1990
- De veu a veu: contes i narracions. [amb Montserrat Roig]. Barcelona: Cercle de Lectors, 2001

### Literatură pentru copii
- Anna, Bel i Carles. Barcelona: Lumen, 1971
- Ni teu, ni meu. Barcelona: La Galera, 1972
- L'alt rei en Jaume. Barcelona: Aymà, 1977
- Àngela i els vuit mil policies. Barcelona: Laia, 1981
- El malefici de la reina d'Hongria o Les aventures dels tres patrons de nau. Barcelona: Barcanova, 1982
- Contes. Barcelona: Publicacions de l'Abadia de Montserrat, 1993
- La rialla del mirall. Barcelona: Empúries, 1989

### Teatru
- Tu i l'hipòcrita. Palma de Mallorca: Moll, 1960
- Vent de garbí i una mica de por. Palma de Mallorca: Moll, 1968
- Preguntes i respostes sobre la vida i la mort de Francesc Layret, advocat dels obrers de Catalunya.  [amb Xavier Romeu i Jover]. París: Edicions * Catalanes de París, 1970 / Madrid: Moisés Pérez Coterillo, 1976 / Barcelona: Institut del Teatre-Diputació de Barcelona, 1992
- L'ombra de l'escorpí. València: Gorg, 1974
- El cavaller Tirant. Barcelona: Edebé, 1974
- Tirant lo Blanc. València: Eliseu Climent / 3i4, 1980
- Ca, barret!  [amb Jaume Vidal Alcover]. Palma de Mallorca: Moll, 1984

### Eseuri
- Cita de narradors (amb Manuel de Pedrolo, Jordi Sarsanedas, Joan Perucho i Josep M. Espinàs). Barcelona: Selecta, 1958
- Historias de Barcelona [fotografies de A. Basté]. Barcelona: Barrigotic, 1963
- La dona a Catalunya : consciència i situació. Barcelona: Ed. 62, 1966
- Dia sí, dia no : apunts sobre la nostra societat actual. Barcelona: Llibres de Sinera, 1968
- La dona catalana. Barcelona: Mateu, 1968
- Els vells. Barcelona: Mateu, 1968
- La joventut és una nova classe? Barcelona: Edicions 62, 1969
- El feminismo ibérico. Vilassar de Mar: Oikos-tau, 1970
- De profesión mujer. Esplugues de Llobregat: Plaza & Janés, 1971
- Salvador Espriu. Barcelona: Dopesa, 1972
- El feminisme a Catalunya. Barcelona: Nova Terra, 1973
- Poema i vers o El cor salvatge de Carles Riba. Barcelona: Institut d'Estudis Hel·lènics - Departament de Filologia Catalana, Universitat de Barcelona, 1973
- Carta abierta al macho ibérico. Madrid: Ediciones 99, 1973
- El comportamiento amoroso de la mujer. Barcelona: Dopesa, 1974
- La dona. Barcelona: Dopesa, 1976
- Cada cosa en el seu temps i lectura cada dia. Barcelona: Dopesa, 1976
- Subirachs o el retrat de l'artista com a escultor adult. Barcelona: Dopesa, 1976
- La dona i la Segona República. Barcelona: Ed. 62, 1977
- Temps passat, notícia d'avui: una història de Catalunya. Barcelona: Vicens Vives, 1978
- Dies i hores de la Nova Cançó. Barcelona: Abadia de Montserrat, 1978
- Antifémina (amb Colita). Madrid: Editora Nacional, 1978
- En busca de la mujer española. Barcelona: Laia, 1982
- Diàlegs a Barcelona: M. Aurèlia Capmany, Pasqual Maragall. Barcelona: Ajuntament de Barcelona-Laia, 1984
- Retrobar Barcelona [amb Jaume Sobraqués]. Barcelona: Lunwerg, 1986
- Fem memòria. El port de Barcelona. Barcelona: Lunwerg, 1990
- ¿Qué diablos es Cataluña? Madrid: Temas de hoy, 1990
- Barcelona entre mar i muntanya. Barcelona: Polígrafa, 1992

### Memorii
- Pedra de toc (2 vol.). Barcelona: Nova Terra, 1970 – 1974
- Dietari de prudències. Barcelona: La Llar del Llibre, 1981
- Mala memòria. Barcelona: Planeta, 1987
- Això era i no era. Barcelona: Planeta, 1989

### Comic
- Dona, doneta, donota (amb Avel·lí Artís-Gener). Barcelona: EDHASA, 1979

### Scenarii
- L'alt rei en Jaume. Televisió, 1977 – 1978
- La nina. Televisió, 1977-1978 [basado en Casa de nines d'Ibsen).
- Tereseta-que-baixava-les-escale. Televisión, 1977-1978
- Aquesta nit no vindrem a sopar. Televisión, 1978 – 1979
- La nit catalana. Televisión, 1978-1979
- Temps passat, notícia d'avui. Ràdio 4, 1979
- Història de Catalunya, 1977-1978 (45 capítulos). Radio. Edición en casset (1979).
- Les nits de la tieta Rosa. Televisión, 1980